# Sredina, Dobrici
Sredina (în bulgară Средина) este un sat în comuna Gheneral-Toșevo, regiunea Dobrici, Dobrogea de Sud, Bulgaria. 
Între anii 1913-1940 a făcut parte din plasa Casim a județului Caliacra, România. 

## Demografie
Componența etnică a satului Sredina
     Turci (6,89%)
     Bulgari (34,48%)
     Romi (55,17%)
     Nicio identificare (3,44%)
La recensământul din 2011, populația satului Sredina era de 58 locuitori. Din punct de vedere etnic, majoritatea locuitorilor (55,17%) erau romi, existând și minorități de bulgari (34,48%) și turci (6,89%). Pentru 3,44% din locuitori nu este cunoscută apartenența etnică.